# Fergie/Auszeichnungen für Musikverkäufe

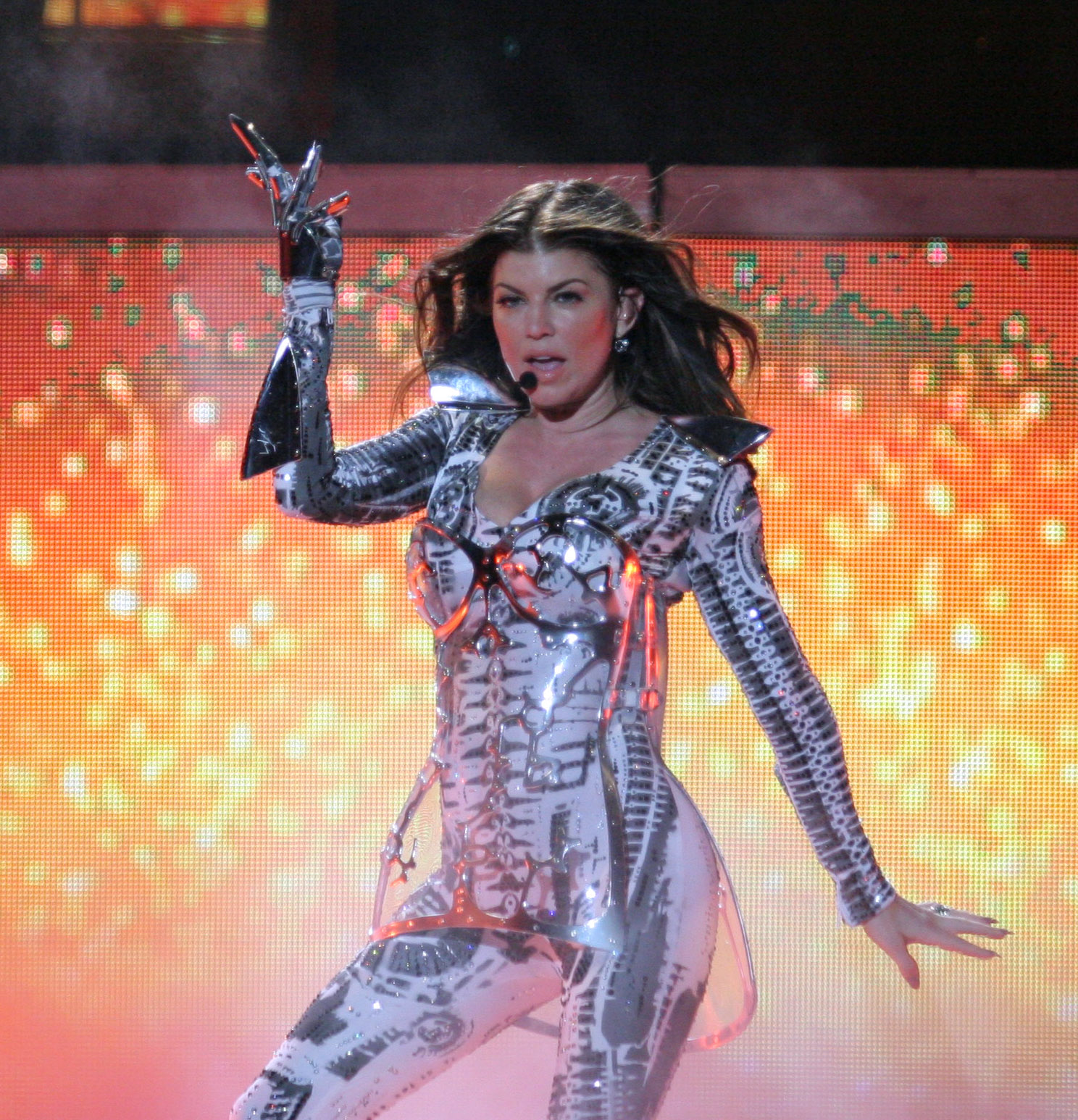
Fergie (2010)

Dies ist eine Übersicht über die Auszeichnungen für Musikverkäufe der US-amerikanischen Pop- und R&B-Sängerin Fergie. Die Auszeichnungen finden sich nach ihrer Art (Gold, Platin usw.), nach Staaten getrennt in chronologischer Reihenfolge, geordnet sowie nach den Tonträgern selbst, ebenfalls in chronologischer Reihenfolge, getrennt nach Medium (Alben, Singles usw.), wieder.

## Auszeichnungen
| - Vereinigtes Königreich - 2013: für die Autorenbeteiligung Rock That Body (The Black Eyed Peas) - 2014: für die Autorenbeteiligung Don’t Stop the Party (The Black Eyed Peas) - 2021: für die Single London Bridge - 2022: für die Autorenbeteiligung Imma Be (The Black Eyed Peas) - 2023: für die Single A Little Party Never Killed Nobody (All We Got) - 2023: für die Autorenbeteiligung Don’t Lie (The Black Eyed Peas) - Argentinien - 2006: für das Album The Dutchess - Australien - 2005: für die Autorenbeteiligung Don’t Lie (The Black Eyed Peas) - 2006: für die Autorenbeteiligung Pump It (The Black Eyed Peas) - 2013: für die Single A Little Party Never Killed Nobody (All We Got) - Belgien - 2006: für die Autorenbeteiligung Pump It (The Black Eyed Peas) - 2011: für die Autorenbeteiligung Just Can’t Get Enough (The Black Eyed Peas) - 2011: für die Autorenbeteiligung Don’t Stop the Party (The Black Eyed Peas) - Brasilien - 2024: für die Autorenbeteiligung Don’t Lie (The Black Eyed Peas) - 2024: für die Autorenbeteiligung Imma Be (The Black Eyed Peas) - 2024: für die Single M.I.L.F. $ - 2024: für die Single All of the Lights - 2024: für die Autorenbeteiligung Rock That Body (The Black Eyed Peas) - Dänemark - 2007: für die Autorenbeteiligung Pump It (The Black Eyed Peas) - 2007: für die Single London Bridge - 2009: für die Autorenbeteiligung Boom Boom Pow (The Black Eyed Peas) - 2010: für die Autorenbeteiligung Meet Me Halfway (The Black Eyed Peas) - 2014: für das Streaming A Little Party Never Killed Nobody (All We Got) - 2023: für die Single Glamorous - 2024: für die Autorenbeteiligung Just Can’t Get Enough (The Black Eyed Peas) - Deutschland - 2007: für das Album The Dutchess - 2010: für die Autorenbeteiligung Boom Boom Pow (The Black Eyed Peas) - 2018: für die Single Big Girls Don’t Cry - 2018: für die Autorenbeteiligung Just Can’t Get Enough (The Black Eyed Peas) - 2023: für die Single Fergalicious - 2023: für die Single Glamorous - 2023: für die Autorenbeteiligung Pump It (The Black Eyed Peas) - 2023: für die Single All of the Lights - Frankreich - 2011: für die Autorenbeteiligung Just Can’t Get Enough (The Black Eyed Peas) - Italien - 2013: für die Autorenbeteiligung Rock That Body (The Black Eyed Peas) - 2013: für die Autorenbeteiligung Don’t Stop the Party (The Black Eyed Peas) - 2019: für die Single A Little Party Never Killed Nobody (All We Got) - 2024: für die Autorenbeteiligung Boom Boom Pow (The Black Eyed Peas) - 2024: für die Single All of the Lights - Japan - 2007: für die Single London Bridge (Mobile Downloads) - 2009: für die Autorenbeteiligung Pump It (Mobile Downloads, The Black Eyed Peas) - 2011: für die Autorenbeteiligung Boom Boom Pow (Mobile Downloads, The Black Eyed Peas) - 2014: für die Single Big Girls Don’t Cry (Digital) - 2014: für die Autorenbeteiligung I Gotta Feeling (Mobile Downloads, The Black Eyed Peas) - 2019: für die Single Labels or Love (Digital) - Kanada - 2010: für die Autorenbeteiligung Rock That Body (The Black Eyed Peas) - Neuseeland - 2006: für die Autorenbeteiligung Don’t Lie - 2007: für die Single Clumsy - 2010: für die Single Gettin’ Over You - 2010: für die Autorenbeteiligung Rock That Body (The Black Eyed Peas) - 2011: für die Autorenbeteiligung Pump It (The Black Eyed Peas) - 2011: für die Autorenbeteiligung Don’t Stop the Party (The Black Eyed Peas) - 2015: für die Single L.A. Love (La La) - Norwegen - 2007: für die Single Big Girls Don’t Cry - Österreich - 2014: für die Single Gettin’ Over You - Schweden - 2007: für die Single Big Girls Don’t Cry - 2010: für die Autorenbeteiligung Boom Boom Pow (The Black Eyed Peas) - Schweiz - 2007: für das Album The Dutchess - 2010: für die Autorenbeteiligung Meet Me Halfway (The Black Eyed Peas) - 2011: für die Autorenbeteiligung Don’t Stop the Party (The Black Eyed Peas) - Singapur - 2020: für das Album The Dutchess - Spanien - 2010: für die Single Gettin’ Over You - 2010: für die Autorenbeteiligung Boom Boom Pow (The Black Eyed Peas) - 2024: für die Autorenbeteiligung Pump It (The Black Eyed Peas) - 2024: für die Autorenbeteiligung Just Can’t Get Enough (The Black Eyed Peas) - Ungarn - 2006: für das Album The Dutchess - Vereinigte Staaten - 2018: für die Single M.I.L.F. $ - Vereinigtes Königreich - 2023: für die Single L.A. Love (La La) - 2024: für die Single Fergalicious | - Australien - 2010: für die Autorenbeteiligung Imma Be (The Black Eyed Peas) - 2010: für die Autorenbeteiligung Rock That Body (The Black Eyed Peas) - 2011: für die Autorenbeteiligung Don’t Stop the Party (The Black Eyed Peas) - 2014: für die Single London Bridge - Belgien - 2013: für die Autorenbeteiligung Boom Boom Pow (The Black Eyed Peas) - Brasilien - 2009: für das Album The Dutchess - 2024: für die Single Glamorous - Dänemark - 2007: für die Single Big Girls Don’t Cry - 2017: für das Album The Dutchess - 2022: für die Single All of the Lights - Deutschland - 2018: für die Single A Little Party Never Killed Nobody (All We Got) - 2018: für die Autorenbeteiligung Meet Me Halfway (The Black Eyed Peas) - Frankreich - 2009: für die Autorenbeteiligung I Gotta Feeling (The Black Eyed Peas) - 2009: für die Autorenbeteiligung Meet Me Halfway (The Black Eyed Peas) - Italien - 2010: für die Autorenbeteiligung Meet Me Halfway (The Black Eyed Peas) - 2011: für die Autorenbeteiligung Just Can’t Get Enough (The Black Eyed Peas) - 2012: für die Single Gettin’ Over You - 2024: für die Autorenbeteiligung Pump It (The Black Eyed Peas) - Japan - 2006: für das Album The Dutchess - 2014: für die Autorenbeteiligung I Gotta Feeling (Digital, The Black Eyed Peas) - Kanada - 2010: für die Autorenbeteiligung Imma Be (The Black Eyed Peas) - Neuseeland - 2007: für die Single Big Girls Don’t Cry - 2009: für die Autorenbeteiligung Boom Boom Pow (The Black Eyed Peas) - 2010: für die Autorenbeteiligung Meet Me Halfway (The Black Eyed Peas) - 2011: für die Autorenbeteiligung Just Can’t Get Enough (The Black Eyed Peas) - 2023: für die Single London Bridge - Polen - 2007: für das Album The Dutchess - Schweden - 2010: für die Autorenbeteiligung I Gotta Feeling (The Black Eyed Peas) - 2011: für die Single Gettin’ Over You - 2011: für die Autorenbeteiligung Just Can’t Get Enough (The Black Eyed Peas) - 2013: für die Single A Little Party Never Killed Nobody (All We Got) - Schweiz - 2010: für die Autorenbeteiligung Boom Boom Pow (The Black Eyed Peas) - 2011: für die Autorenbeteiligung Just Can’t Get Enough (The Black Eyed Peas) - Spanien - 2011: für die Autorenbeteiligung Meet Me Halfway (The Black Eyed Peas) - Vereinigte Staaten - 2007: für den Mastertone London Bridge - 2007: für den Mastertone Glamorous - 2007: für den Mastertone Fergalicious - 2007: für den Mastertone Big Girls Don’t Cry - 2008: für den Mastertone Clumsy - 2016: für die Single L.A. Love (La La) - 2018: für die Single A Little Party Never Killed Nobody (All We Got) - Vereinigtes Königreich - 2010: für die Autorenbeteiligung Boom Boom Pow (The Black Eyed Peas) - 2013: für das Album The Dutchess - 2018: für die Single Big Girls Don’t Cry - 2020: für die Autorenbeteiligung Pump It (The Black Eyed Peas) - 2021: für die Single Glamorous - 2022: für die Autorenbeteiligung Just Can’t Get Enough (The Black Eyed Peas) - 2023: für die Single Gettin’ Over You | - Australien - 2010: für die Single Gettin’ Over You - 2014: für die Single Clumsy - 2014: für die Single Fergalicious - 2015: für die Single All of the Lights - Belgien - 2010: für die Autorenbeteiligung Meet Me Halfway (The Black Eyed Peas) - 2013: für die Autorenbeteiligung I Gotta Feeling (The Black Eyed Peas) - Brasilien - 2024: für die Autorenbeteiligung Meet Me Halfway (The Black Eyed Peas) - 2024: für die Single Here I Come - 2024: für die Autorenbeteiligung Pump It (The Black Eyed Peas) - Dänemark - 2023: für die Autorenbeteiligung I Gotta Feeling (The Black Eyed Peas) - Deutschland - 2024: für die Autorenbeteiligung I Gotta Feeling (The Black Eyed Peas) - Japan - 2007: für den Ringtone London Bridge - Neuseeland - 2015: für die Single A Little Party Never Killed Nobody (All We Got) - 2023: für die Single Glamorous - 2024: für die Single Fergalicious - Kanada - 2010: für die Autorenbeteiligung Meet Me Halfway (The Black Eyed Peas) - Schweiz - 2010: für die Autorenbeteiligung I Gotta Feeling (The Black Eyed Peas) - Vereinigte Staaten - 2010: für die Autorenbeteiligung Imma Be (The Black Eyed Peas) - 2010: für die Autorenbeteiligung Meet Me Halfway (The Black Eyed Peas) - 2016: für die Single London Bridge - 2016: für die Single Clumsy - Vereinigtes Königreich - 2022: für die Single All of the Lights - 2022: für die Autorenbeteiligung Meet Me Halfway (The Black Eyed Peas) - Australien - 2010: für die Autorenbeteiligung Meet Me Halfway (The Black Eyed Peas) - 2011: für die Autorenbeteiligung Just Can’t Get Enough (The Black Eyed Peas) - 2014: für die Single Glamorous - Brasilien - 2024: für die Single Clumsy - Italien - 2021: für die Autorenbeteiligung I Gotta Feeling (The Black Eyed Peas) - Kanada - 2007: für das Album The Dutchess - Neuseeland - 2011: für die Autorenbeteiligung I Gotta Feeling (The Black Eyed Peas) - 2022: für das Album The Dutchess - Russland - 2006: für das Album The Dutchess - Spanien - 2012: für die Autorenbeteiligung I Gotta Feeling (The Black Eyed Peas) - Vereinigte Staaten - 2016: für die Single Glamorous - Australien - 2009: für die Autorenbeteiligung Boom Boom Pow (The Black Eyed Peas) - 2014: für das Album The Dutchess - Neuseeland - 2025: für die Single All of the Lights - Vereinigte Staaten - 2016: für die Single Fergalicious - 2016: für die Single Big Girls Don’t Cry - Vereinigtes Königreich - 2022: für die Autorenbeteiligung I Gotta Feeling (The Black Eyed Peas) - Australien - 2014: für die Single Big Girls Don’t Cry - Vereinigte Staaten - 2010: für die Autorenbeteiligung Boom Boom Pow (The Black Eyed Peas) - 2016: für das Album The Dutchess - Vereinigte Staaten - 2024: für die Single All of the Lights - Kanada - 2010: für die Autorenbeteiligung Boom Boom Pow (The Black Eyed Peas) - Australien - 2020: für die Autorenbeteiligung I Gotta Feeling (The Black Eyed Peas) - Brasilien - 2024: für die Single Fergalicious - 2024: für die Single Big Girls Don’t Cry - 2024: für die Single London Bridge - 2024: für die Autorenbeteiligung Boom Boom Pow (The Black Eyed Peas) - 2024: für die Autorenbeteiligung I Gotta Feeling (The Black Eyed Peas) - 2024: für die Autorenbeteiligung Don’t Stop the Party (The Black Eyed Peas) - 2024: für die Autorenbeteiligung Just Can’t Get Enough (The Black Eyed Peas) - Kanada - 2010: für die Autorenbeteiligung I Gotta Feeling (The Black Eyed Peas) - Vereinigte Staaten - 2018: für die Autorenbeteiligung I Gotta Feeling (The Black Eyed Peas) |

## Auszeichnungen nach Alben

### The Dutchess
| Land/Region                  | Auszeichnungen für Musikverkäufe (Land/Region, Auszeichnung, Verkäufe) | Verkäufe  |
| ---------------------------- | ---------------------------------------------------------------------- | --------- |
| Argentinien (CAPIF)          | Gold                                                                   | 20.000    |
| Australien (ARIA)            | 4× Platin                                                              | 280.000   |
| Brasilien (PMB)              | Platin                                                                 | 60.000    |
| Dänemark (IFPI)              | Platin                                                                 | 20.000    |
| Deutschland (BVMI)           | Gold                                                                   | 100.000   |
| Japan (RIAJ)                 | Platin                                                                 | 250.000   |
| Kanada (MC)                  | 3× Platin                                                              | 300.000   |
| Neuseeland (RMNZ)            | 3× Platin                                                              | 45.000    |
| Polen (ZPAV)                 | Platin                                                                 | 30.000    |
| Russland (NFPF)              | 3× Platin                                                              | 60.000    |
| Schweiz (IFPI)               | Gold                                                                   | 10.000    |
| Singapur (RIAS)              | Gold                                                                   | 5.000     |
| Ungarn (MAHASZ)              | Gold                                                                   | 3.000     |
| Vereinigte Staaten (RIAA)    | 5× Platin                                                              | 5.000.000 |
| Vereinigtes Königreich (BPI) | Platin                                                                 | 300.000   |
| Insgesamt                    | 5× Gold · 23× Platin ·                                                 | 6.483.000 |

## Auszeichnungen nach Singles

### London Bridge
| Land/Region                  | Auszeichnungen für Musikverkäufe (Land/Region, Auszeichnung, Verkäufe) | Verkäufe  |
| ---------------------------- | ---------------------------------------------------------------------- | --------- |
| Australien (ARIA)            | Platin                                                                 | 70.000    |
| Brasilien (PMB)              | Diamant                                                                | 250.000   |
| Dänemark (IFPI)              | Gold                                                                   | 7.500     |
| Japan (RIAJ)                 | Gold (Mobile Downloads) · + 2× Platin (Ringtone)                       | 600.000   |
| Neuseeland (RMNZ)            | Platin                                                                 | 30.000    |
| Vereinigte Staaten (RIAA)    | 2× Platin (Single) · + Platin (Mastertone)                             | 3.000.000 |
| Vereinigtes Königreich (BPI) | Silber                                                                 | 200.000   |
| Insgesamt                    | 1× Silber · 2× Gold · 7× Platin · 1× Diamant ·                         | 4.157.500 |

### Fergalicious
| Land/Region                  | Auszeichnungen für Musikverkäufe (Land/Region, Auszeichnung, Verkäufe) | Verkäufe  |
| ---------------------------- | ---------------------------------------------------------------------- | --------- |
| Australien (ARIA)            | 2× Platin                                                              | 140.000   |
| Brasilien (PMB)              | Diamant                                                                | 250.000   |
| Deutschland (BVMI)           | Gold                                                                   | 150.000   |
| Neuseeland (RMNZ)            | 2× Platin                                                              | 60.000    |
| Vereinigte Staaten (RIAA)    | 4× Platin (Single) · + Platin (Mastertone)                             | 5.000.000 |
| Vereinigtes Königreich (BPI) | Gold                                                                   | 400.000   |
| Insgesamt                    | 2× Gold · 9× Platin · 1× Diamant ·                                     | 6.000.000 |

### Glamorous
| Land/Region                  | Auszeichnungen für Musikverkäufe (Land/Region, Auszeichnung, Verkäufe) | Verkäufe  |
| ---------------------------- | ---------------------------------------------------------------------- | --------- |
| Australien (ARIA)            | 3× Platin                                                              | 210.000   |
| Brasilien (PMB)              | Platin                                                                 | 60.000    |
| Dänemark (IFPI)              | Gold                                                                   | 45.000    |
| Deutschland (BVMI)           | Gold                                                                   | 150.000   |
| Neuseeland (RMNZ)            | 2× Platin                                                              | 60.000    |
| Vereinigte Staaten (RIAA)    | 3× Platin (Single) · + Platin (Mastertone)                             | 4.000.000 |
| Vereinigtes Königreich (BPI) | Platin                                                                 | 600.000   |
| Insgesamt                    | 2× Gold · 11× Platin ·                                                 | 5.125.000 |

### Big Girls Don’t Cry
| Land/Region                  | Auszeichnungen für Musikverkäufe (Land/Region, Auszeichnung, Verkäufe) | Verkäufe  |
| ---------------------------- | ---------------------------------------------------------------------- | --------- |
| Australien (ARIA)            | 5× Platin                                                              | 350.000   |
| Brasilien (PMB)              | Diamant                                                                | 250.000   |
| Dänemark (IFPI)              | Platin                                                                 | 15.000    |
| Deutschland (BVMI)           | Gold                                                                   | 150.000   |
| Japan (RIAJ)                 | Gold                                                                   | 100.000   |
| Kanada (MC)                  | —                                                                      | 83.000    |
| Neuseeland (RMNZ)            | Platin                                                                 | 15.000    |
| Norwegen (IFPI)              | Gold                                                                   | 5.000     |
| Schweden (IFPI)              | Gold                                                                   | 10.000    |
| Südkorea (KMCA)              | —                                                                      | 501.191   |
| Vereinigte Staaten (RIAA)    | 4× Platin (Single) · + Platin (Mastertone)                             | 5.000.000 |
| Vereinigtes Königreich (BPI) | Platin                                                                 | 600.000   |
| Insgesamt                    | 4× Gold · 13× Platin · 1× Diamant ·                                    | 7.079.191 |

### Clumsy
| Land/Region               | Auszeichnungen für Musikverkäufe (Land/Region, Auszeichnung, Verkäufe) | Verkäufe  |
| ------------------------- | ---------------------------------------------------------------------- | --------- |
| Australien (ARIA)         | 2× Platin                                                              | 140.000   |
| Brasilien (PMB)           | 3× Platin                                                              | 180.000   |
| Neuseeland (RMNZ)         | Gold                                                                   | 7.500     |
| Vereinigte Staaten (RIAA) | 2× Platin (Single) · + Platin (Mastertone)                             | 3.000.000 |
| Insgesamt                 | 1× Gold · 8× Platin ·                                                  | 3.327.500 |

### Here I Come
| Land/Region     | Auszeichnungen für Musikverkäufe (Land/Region, Auszeichnung, Verkäufe) | Verkäufe |
| --------------- | ---------------------------------------------------------------------- | -------- |
| Brasilien (PMB) | 2× Platin                                                              | 120.000  |
| Insgesamt       | 2× Platin ·                                                            | 120.000  |

### Labels or Love
| Land/Region  | Auszeichnungen für Musikverkäufe (Land/Region, Auszeichnung, Verkäufe) | Verkäufe |
| ------------ | ---------------------------------------------------------------------- | -------- |
| Japan (RIAJ) | Gold                                                                   | 100.000  |
| Insgesamt    | 1× Gold ·                                                              | 100.000  |

### Gettin’ Over You
| Land/Region                  | Auszeichnungen für Musikverkäufe (Land/Region, Auszeichnung, Verkäufe) | Verkäufe  |
| ---------------------------- | ---------------------------------------------------------------------- | --------- |
| Australien (ARIA)            | 2× Platin                                                              | 140.000   |
| Deutschland (BVMI)           | Gold                                                                   | 150.000   |
| Frankreich (SNEP)            | —                                                                      | 117.600   |
| Italien (FIMI)               | Platin                                                                 | 30.000    |
| Neuseeland (RMNZ)            | Gold                                                                   | 7.500     |
| Österreich (IFPI)            | Gold                                                                   | 15.000    |
| Schweden (IFPI)              | Platin                                                                 | 40.000    |
| Spanien (Promusicae)         | Gold                                                                   | 20.000    |
| Vereinigtes Königreich (BPI) | Platin                                                                 | 600.000   |
| Insgesamt                    | 4× Gold · 5× Platin ·                                                  | 1.120.100 |

### All of the Lights
| Land/Region                  | Auszeichnungen für Musikverkäufe (Land/Region, Auszeichnung, Verkäufe) | Verkäufe  |
| ---------------------------- | ---------------------------------------------------------------------- | --------- |
| Australien (ARIA)            | 2× Platin                                                              | 140.000   |
| Brasilien (PMB)              | Gold                                                                   | 30.000    |
| Dänemark (IFPI)              | Platin                                                                 | 90.000    |
| Deutschland (BVMI)           | Gold                                                                   | 150.000   |
| Italien (FIMI)               | Gold                                                                   | 50.000    |
| Neuseeland (RMNZ)            | 4× Platin                                                              | 120.000   |
| Vereinigte Staaten (RIAA)    | 7× Platin                                                              | 7.000.000 |
| Vereinigtes Königreich (BPI) | 2× Platin                                                              | 1.200.000 |
| Insgesamt                    | 3× Gold · 16× Platin ·                                                 | 8.780.000 |

### A Little Party Never Killed Nobody (All We Got)
| Land/Region                  | Auszeichnungen für Musikverkäufe (Land/Region, Auszeichnung, Verkäufe) | Verkäufe  |
| ---------------------------- | ---------------------------------------------------------------------- | --------- |
| Australien (ARIA)            | Gold                                                                   | 35.000    |
| Deutschland (BVMI)           | Platin                                                                 | 300.000   |
| Italien (FIMI)               | Gold                                                                   | 25.000    |
| Neuseeland (RMNZ)            | 2× Platin                                                              | 30.000    |
| Schweden (IFPI)              | Platin                                                                 | 40.000    |
| Vereinigte Staaten (RIAA)    | Platin                                                                 | 1.000.000 |
| Vereinigtes Königreich (BPI) | Silber                                                                 | 200.000   |
| Insgesamt                    | 1× Silber · 2× Gold · 5× Platin ·                                      | 1.630.000 |

### L.A. Love (La La)
| Land/Region                  | Auszeichnungen für Musikverkäufe (Land/Region, Auszeichnung, Verkäufe) | Verkäufe  |
| ---------------------------- | ---------------------------------------------------------------------- | --------- |
| Neuseeland (RMNZ)            | Gold                                                                   | 7.500     |
| Vereinigte Staaten (RIAA)    | Platin                                                                 | 1.000.000 |
| Vereinigtes Königreich (BPI) | Gold                                                                   | 400.000   |
| Insgesamt                    | 2× Gold · 1× Platin ·                                                  | 1.407.500 |

### Love Song to the Earth
| Land/Region               | Auszeichnungen für Musikverkäufe (Land/Region, Auszeichnung, Verkäufe) | Verkäufe |
| ------------------------- | ---------------------------------------------------------------------- | -------- |
| Vereinigte Staaten (RIAA) | —                                                                      | 11.000   |
| Insgesamt                 | —                                                                      | 11.000   |

### M.I.L.F. $
| Land/Region               | Auszeichnungen für Musikverkäufe (Land/Region, Auszeichnung, Verkäufe) | Verkäufe |
| ------------------------- | ---------------------------------------------------------------------- | -------- |
| Brasilien (PMB)           | Gold                                                                   | 20.000   |
| Vereinigte Staaten (RIAA) | Gold                                                                   | 500.000  |
| Insgesamt                 | 2× Gold ·                                                              | 520.000  |

## Auszeichnungen nach Autorenbeteiligungen

### Don’t Lie(The Black Eyed Peas)
| Land/Region                  | Auszeichnungen für Musikverkäufe (Land/Region, Auszeichnung, Verkäufe) | Verkäufe |
| ---------------------------- | ---------------------------------------------------------------------- | -------- |
| Australien (ARIA)            | Gold                                                                   | 35.000   |
| Brasilien (PMB)              | Gold                                                                   | 30.000   |
| Neuseeland (RMNZ)            | Gold                                                                   | 5.000    |
| Vereinigtes Königreich (BPI) | Silber                                                                 | 200.000  |
| Insgesamt                    | 1× Silber · 3× Gold ·                                                  | 270.000  |

### Pump It (The Black Eyed Peas)
| Land/Region                  | Auszeichnungen für Musikverkäufe (Land/Region, Auszeichnung, Verkäufe) | Verkäufe  |
| ---------------------------- | ---------------------------------------------------------------------- | --------- |
| Australien (ARIA)            | Gold                                                                   | 35.000    |
| Belgien (BRMA)               | Gold                                                                   | 25.000    |
| Brasilien (PMB)              | 2× Platin                                                              | 120.000   |
| Dänemark (IFPI)              | Gold                                                                   | 4.000     |
| Deutschland (BVMI)           | Gold                                                                   | 150.000   |
| Italien (FIMI)               | Platin                                                                 | 100.000   |
| Japan (RIAJ)                 | Gold                                                                   | 100.000   |
| Neuseeland (RMNZ)            | Gold                                                                   | 7.500     |
| Spanien (Promusicae)         | Gold                                                                   | 30.000    |
| Vereinigtes Königreich (BPI) | Platin                                                                 | 600.000   |
| Insgesamt                    | 7× Gold · 4× Platin ·                                                  | 1.171.500 |

### Boom Boom Pow(The Black Eyed Peas)
| Land/Region                  | Auszeichnungen für Musikverkäufe (Land/Region, Auszeichnung, Verkäufe) | Verkäufe  |
| ---------------------------- | ---------------------------------------------------------------------- | --------- |
| Australien (ARIA)            | 4× Platin                                                              | 280.000   |
| Belgien (BRMA)               | Platin                                                                 | 30.000    |
| Brasilien (PMB)              | Diamant                                                                | 250.000   |
| Dänemark (IFPI)              | Gold                                                                   | 15.000    |
| Deutschland (BVMI)           | Gold                                                                   | 150.000   |
| Italien (FIMI)               | Gold                                                                   | 50.000    |
| Japan (RIAJ)                 | Gold                                                                   | 100.000   |
| Kanada (MC)                  | 8× Platin                                                              | 320.000   |
| Neuseeland (RMNZ)            | Platin                                                                 | 15.000    |
| Schweden (IFPI)              | Gold                                                                   | 20.000    |
| Schweiz (IFPI)               | Platin                                                                 | 30.000    |
| Spanien (Promusicae)         | Gold                                                                   | 20.000    |
| Südkorea (KMCA)              | —                                                                      | 501.191   |
| Vereinigte Staaten (RIAA)    | 5× Platin                                                              | 6.900.000 |
| Vereinigtes Königreich (BPI) | Platin                                                                 | 987.000   |
| Insgesamt                    | 6× Gold · 21× Platin · 1× Diamant ·                                    | 9.668.191 |

### I Gotta Feeling(The Black Eyed Peas)
| Land/Region                  | Auszeichnungen für Musikverkäufe (Land/Region, Auszeichnung, Verkäufe) | Verkäufe   |
| ---------------------------- | ---------------------------------------------------------------------- | ---------- |
| Australien (ARIA)            | 13× Platin                                                             | 910.000    |
| Belgien (BRMA)               | 2× Platin                                                              | 60.000     |
| Brasilien (PMB)              | Diamant                                                                | 250.000    |
| Dänemark (IFPI)              | 2× Platin                                                              | 180.000    |
| Deutschland (BVMI)           | 2× Platin                                                              | 1.200.000  |
| Frankreich (SNEP)            | Gold                                                                   | 414.000    |
| Italien (FIMI)               | 3× Platin                                                              | 210.000    |
| Japan (RIAJ)                 | Gold (Mobile Downloads) · + Platin (Digital)                           | 350.000    |
| Kanada (MC)                  | Diamant                                                                | 400.000    |
| Neuseeland (RMNZ)            | 3× Platin                                                              | 45.000     |
| Schweden (IFPI)              | Platin                                                                 | 40.000     |
| Schweiz (IFPI)               | 2× Platin                                                              | 60.000     |
| Spanien (Promusicae)         | 3× Platin                                                              | 120.000    |
| Südkorea (KMCA)              | —                                                                      | 121.684    |
| Vereinigte Staaten (RIAA)    | Diamant                                                                | 10.000.000 |
| Vereinigtes Königreich (BPI) | 4× Platin                                                              | 2.400.000  |
| Insgesamt                    | 1× Gold · 37× Platin · 3× Diamant ·                                    | 16.760.684 |

### Meet Me Halfway(The Black Eyed Peas)
| Land/Region                  | Auszeichnungen für Musikverkäufe (Land/Region, Auszeichnung, Verkäufe) | Verkäufe  |
| ---------------------------- | ---------------------------------------------------------------------- | --------- |
| Australien (ARIA)            | 3× Platin                                                              | 210.000   |
| Belgien (BRMA)               | 2× Platin                                                              | 60.000    |
| Brasilien (PMB)              | 2× Platin                                                              | 120.000   |
| Dänemark (IFPI)              | Gold                                                                   | 15.000    |
| Deutschland (BVMI)           | Platin                                                                 | 300.000   |
| Frankreich (SNEP)            | Platin                                                                 | 250.000   |
| Italien (FIMI)               | Platin                                                                 | 30.000    |
| Kanada (MC)                  | 2× Platin                                                              | 160.000   |
| Neuseeland (RMNZ)            | Platin                                                                 | 15.000    |
| Schweiz (IFPI)               | Gold                                                                   | 15.000    |
| Spanien (Promusicae)         | Platin                                                                 | 40.000    |
| Vereinigte Staaten (RIAA)    | 2× Platin                                                              | 2.000.000 |
| Vereinigtes Königreich (BPI) | 2× Platin                                                              | 1.200.000 |
| Insgesamt                    | 2× Gold · 18× Platin ·                                                 | 4.415.000 |

### Imma Be(The Black Eyed Peas)
| Land/Region                  | Auszeichnungen für Musikverkäufe (Land/Region, Auszeichnung, Verkäufe) | Verkäufe  |
| ---------------------------- | ---------------------------------------------------------------------- | --------- |
| Australien (ARIA)            | Platin                                                                 | 70.000    |
| Brasilien (PMB)              | Gold                                                                   | 30.000    |
| Kanada (MC)                  | Platin                                                                 | 80.000    |
| Südkorea (KMCA)              | —                                                                      | 72.323    |
| Vereinigte Staaten (RIAA)    | 2× Platin                                                              | 2.000.000 |
| Vereinigtes Königreich (BPI) | Silber                                                                 | 200.000   |
| Insgesamt                    | 1× Silber · 1× Gold · 4× Platin ·                                      | 2.452.323 |

### Rock That Body(The Black Eyed Peas)
| Land/Region                  | Auszeichnungen für Musikverkäufe (Land/Region, Auszeichnung, Verkäufe) | Verkäufe |
| ---------------------------- | ---------------------------------------------------------------------- | -------- |
| Australien (ARIA)            | Platin                                                                 | 70.000   |
| Brasilien (PMB)              | Gold                                                                   | 30.000   |
| Frankreich (SNEP)            | —                                                                      | 74.600   |
| Italien (FIMI)               | Gold                                                                   | 15.000   |
| Kanada (MC)                  | Gold                                                                   | 40.000   |
| Neuseeland (RMNZ)            | Gold                                                                   | 7.500    |
| Vereinigtes Königreich (BPI) | Silber                                                                 | 200.000  |
| Insgesamt                    | 1× Silber · 4× Gold · 1× Platin ·                                      | 437.100  |

### Just Can’t Get Enough
| Land/Region                  | Auszeichnungen für Musikverkäufe (Land/Region, Auszeichnung, Verkäufe) | Verkäufe  |
| ---------------------------- | ---------------------------------------------------------------------- | --------- |
| Australien (ARIA)            | 3× Platin                                                              | 210.000   |
| Belgien (BRMA)               | Gold                                                                   | 15.000    |
| Brasilien (PMB)              | Diamant                                                                | 250.000   |
| Dänemark (IFPI)              | Gold                                                                   | 45.000    |
| Deutschland (BVMI)           | Gold                                                                   | 150.000   |
| Frankreich (SNEP)            | Gold                                                                   | 175.800   |
| Italien (FIMI)               | Platin                                                                 | 30.000    |
| Neuseeland (RMNZ)            | Platin                                                                 | 15.000    |
| Schweden (IFPI)              | Platin                                                                 | 40.000    |
| Schweiz (IFPI)               | Platin                                                                 | 30.000    |
| Spanien (Promusicae)         | Gold                                                                   | 30.000    |
| Vereinigtes Königreich (BPI) | Platin                                                                 | 600.000   |
| Insgesamt                    | 5× Gold · 8× Platin · 1× Diamant ·                                     | 1.590.800 |

### Don’t Stop the Party(The Black Eyed Peas)
| Land/Region                  | Auszeichnungen für Musikverkäufe (Land/Region, Auszeichnung, Verkäufe) | Verkäufe |
| ---------------------------- | ---------------------------------------------------------------------- | -------- |
| Australien (ARIA)            | Platin                                                                 | 70.000   |
| Belgien (BRMA)               | Gold                                                                   | 15.000   |
| Brasilien (PMB)              | Diamant                                                                | 250.000  |
| Frankreich (SNEP)            | —                                                                      | 122.000  |
| Italien (FIMI)               | Gold                                                                   | 15.000   |
| Neuseeland (RMNZ)            | Gold                                                                   | 7.500    |
| Schweiz (IFPI)               | Gold                                                                   | 15.000   |
| Vereinigtes Königreich (BPI) | Silber                                                                 | 200.000  |
| Insgesamt                    | 1× Silber · 4× Gold · 1× Platin · 1× Diamant ·                         | 694.500  |

## Auszeichnungen nach Musikstreamings

### A Little Party Never Killed Nobody (All We Got)
| Land/Region     | Auszeichnungen für Musikverkäufe (Land/Region, Auszeichnung, Verkäufe) | Verkäufe  |
| --------------- | ---------------------------------------------------------------------- | --------- |
| Dänemark (IFPI) | Gold                                                                   | 1.300.000 |
| Insgesamt       | 1× Gold ·                                                              | 1.300.000 |

## Statistik und Quellen
| Land/RegionAuszeichnungen für Musikverkäufe (Land/Region, Auszeichnungen, Verkäufe, Quellen) | Silber     | Gold       | Platin         | Diamant     | Verkäufe   | Quellen                                                     |
| -------------------------------------------------------------------------------------------- | ---------- | ---------- | -------------- | ----------- | ---------- | ----------------------------------------------------------- |
| Argentinien (CAPIF)                                                                          | —          | Gold1      | —              | —           | 20.000     | capif.org.ar (Memento vom 31. Mai 2011 im Internet Archive) |
| Australien (ARIA)                                                                            | —          | 3× Gold3   | 47× Platin47   | —           | 3.415.000  | aria.com.au                                                 |
| Belgien (BRMA)                                                                               | —          | 3× Gold3   | 5× Platin5     | —           | 205.000    | ultratop.be                                                 |
| Brasilien (PMB)                                                                              | —          | 5× Gold5   | 11× Platin11   | 7× Diamant7 | 2.530.000  | pro-musicabr.org.br                                         |
| Dänemark (IFPI)                                                                              | —          | 7× Gold7   | 5× Platin5     | —           | 436.500    | ifpi.dk                                                     |
| Deutschland (BVMI)                                                                           | —          | 8× Gold8   | 4× Platin4     | —           | 2.950.000  | musikindustrie.de                                           |
| Frankreich (SNEP)                                                                            | —          | Gold1      | 2× Platin2     | —           | 1.128.200  | infodisc.fr snepmusique.com                                 |
| Italien (FIMI)                                                                               | —          | 5× Gold5   | 7× Platin7     | —           | 555.000    | fimi.it                                                     |
| Japan (RIAJ)                                                                                 | —          | 6× Gold6   | 4× Platin4     | —           | 1.600.000  | riaj.or.jp JP2                                              |
| Kanada (MC)                                                                                  | —          | Gold1      | 14× Platin14   | Diamant1    | 1.383.000  | musiccanada.com                                             |
| Neuseeland (RMNZ)                                                                            | —          | 7× Gold7   | 21× Platin21   | —           | 500.000    | radioscope.co.nz                                            |
| Norwegen (IFPI)                                                                              | —          | Gold1      | —              | —           | 5.000      | ifpi.no                                                     |
| Österreich (IFPI)                                                                            | —          | Gold1      | —              | —           | 15.000     | ifpi.at                                                     |
| Polen (ZPAV)                                                                                 | —          | —          | Platin1        | —           | 20.000     | olis.pl                                                     |
| Russland (NFPF)                                                                              | —          | —          | 3× Platin3     | —           | 60.000     | 2m-online.ru                                                |
| Schweden (IFPI)                                                                              | —          | 2× Gold2   | 4× Platin4     | —           | 190.000    | sverigetopplistan.se                                        |
| Schweiz (IFPI)                                                                               | —          | 3× Gold3   | 4× Platin4     | —           | 165.000    | hitparade.ch                                                |
| Singapur (RIAS)                                                                              | —          | Gold1      | —              | —           | 5.000      | rias.org.sg                                                 |
| Spanien (Promusicae)                                                                         | —          | 4× Gold4   | 4× Platin4     | —           | 260.000    | elportaldemusica.es                                         |
| Südkorea (KMCA)                                                                              | —          | —          | —              | —           | 695.198    | Einzelnachweise                                             |
| Ungarn (MAHASZ)                                                                              | —          | Gold1      | —              | —           | 3.000      | slagerlistak.hu                                             |
| Vereinigte Staaten (RIAA)                                                                    | —          | Gold1      | 43× Platin43   | Diamant1    | 55.411.000 | riaa.com                                                    |
| Vereinigtes Königreich (BPI)                                                                 | 6× Silber6 | 2× Gold2   | 15× Platin15   | —           | 11.087.000 | bpi.co.uk                                                   |
| Insgesamt                                                                                    | 6× Silber6 | 63× Gold63 | 194× Platin194 | 9× Diamant9 |            |                                                             |